# Граф Галифакс
Граф Галифакс (англ. Earl of Halifax) — старинный аристократический титул, который создавался четыре раза в британской истории, один раз в пэрстве Англии, дважды в пэрстве Великобритании и один раз в пэрстве Соединённого королевства. Название пэрства относится к городу Галифаксу, в Уэст-Йоркшире.
Первая и четвертая креации были возведениями для держателей титула виконта Галифакса первой и второй креаций. Держателю первой креации позже был предоставлен титул маркиза Галифакса. Вторая и третья креации были даны для близкородственных мужчин из семьи Монтегю, поместных землевладельцев со времён Нормандского завоевания, и охватывали большую часть лет 1689–1771.
Четвертая креация была произведена в 1944 году для лорда Галифакса, бывшего вице-короля Индии (который был 3-м виконтом Галифаксом до своего возведения в графское достоинство). Он был видным министром 1930-х годов, который отказался от возможности стать премьер-министром после отставки Чемберлена в пользу Черчилля.

## История титула

### Креация 1679 года
Первая креация, в пэрстве Англии в 1679 году, была для Джорджа Сэвила, 1-го виконта Галифакса. Он уже был сделан бароном Сэвилом из Элланда и виконтом Галифаксом в 1668 году, а позже стал маркизом Галифаксом (это креация графского титула угасла в 1700 году; см. маркиз Галифакс для получения дополнительной информации).

### Креации 1714 и 1715 годов
Титул был воссоздан в 1714 году для Чарльза Монтегю, 1-го барона Галифакса, первого лорда казначейства Георга I, вместе с титулом учтивости виконт Санбери. Оба титула были созданы с выжидательным правом для наследников мужского пола. Член видной семьи Монтегю, он был сыном Джорджа Монтегю, младшего сына Генри Монтегю, 1-го графа Манчестера (см. герцог Манчестер). Монтегю уже был создан бароном Галифаксом из Галифакса в графстве Йорк в 1700 году, с выжидательным правом, не имеющим наследников мужского пола, для своего племянника Джорджа, сына и наследника своего брата Эдварда Монтегю.
После смерти лорда Галифакса в 1715 году виконтство и графский титул угасли. Его баронство, согласно особому выжидательному праву, наследовал его племянник Джордж Монтегю. Менее чем через месяц после смерти его дяди оба титула были восстановлены в его пользу, сделав его графом Галифаксом и виконтом Санбери. Ему наследовал его сын, второй граф, который был выдающимся государственным деятелем. Однако после его смерти в 1771 году все титулы угасли.

### Креация 1944 года
Титул был создан в четвёртый раз в пэрстве Соединённого королевства в 1944 году для Эдварда Вуда, 3-го виконта Галифакса, бывшего министра иностранных дел и бывшего вице-короля Индии. Семья Вуд происходит от Фрэнсиса Вуда из Барнсли. Его второй сын, Фрэнсис Вуд, был создан баронетом из Барнсли в графстве Йорк в 1784 году с выжидательным правом передачи его старшему брату, преподобному Генри Вуду, а в случае его отсутствия — сыновьям своего младшего брата Чарльза Вуда (который умер двумя годами ранее). Ему наследовал в соответствии с особым выжидательным правом его племянник, второй баронет (сын Чарльза Вуда).
Его сын, третий баронет, был видным либеральным политиком и занимал пост канцлера казначейства с 1846 года по 1852 год, в течение которого он стал известен политикой, которой он следовал во время Великого голода в Ирландии. В 1866 году он был создан виконтом Галифаксом из Монк-Бреттона в Западном Райдинге графства Йорк в пэрстве Соединённого королевства. Его вышеупомянутый внук, третий виконт, также был известным политиком. В 1925 году, за девять лет до того, как он стал преемником своего отца, он сам был возведён в ранг пэра Соединённого королевства как барон Ирвин из Кирби Андердейла в графстве Йорк. В 1944 году он был удостоен ещё большей чести, когда ему был присвоен титул графа Галифакса. По состоянию на 2024 год титулы принадлежат его внуку, третьему графу, который стал преемником своего отца в 1980 году.
Еще одним членом семьи Вуд был консервативный политик Ричард Вуд, барон Холдернесс. Он был вторым сыном первого графа Галифакса.
Семейная резиденция — Гарроуби-холл, недалеко от Гарроуби в Восточном Райдинге Йоркшира.

## Граф Галифакс, первая креация

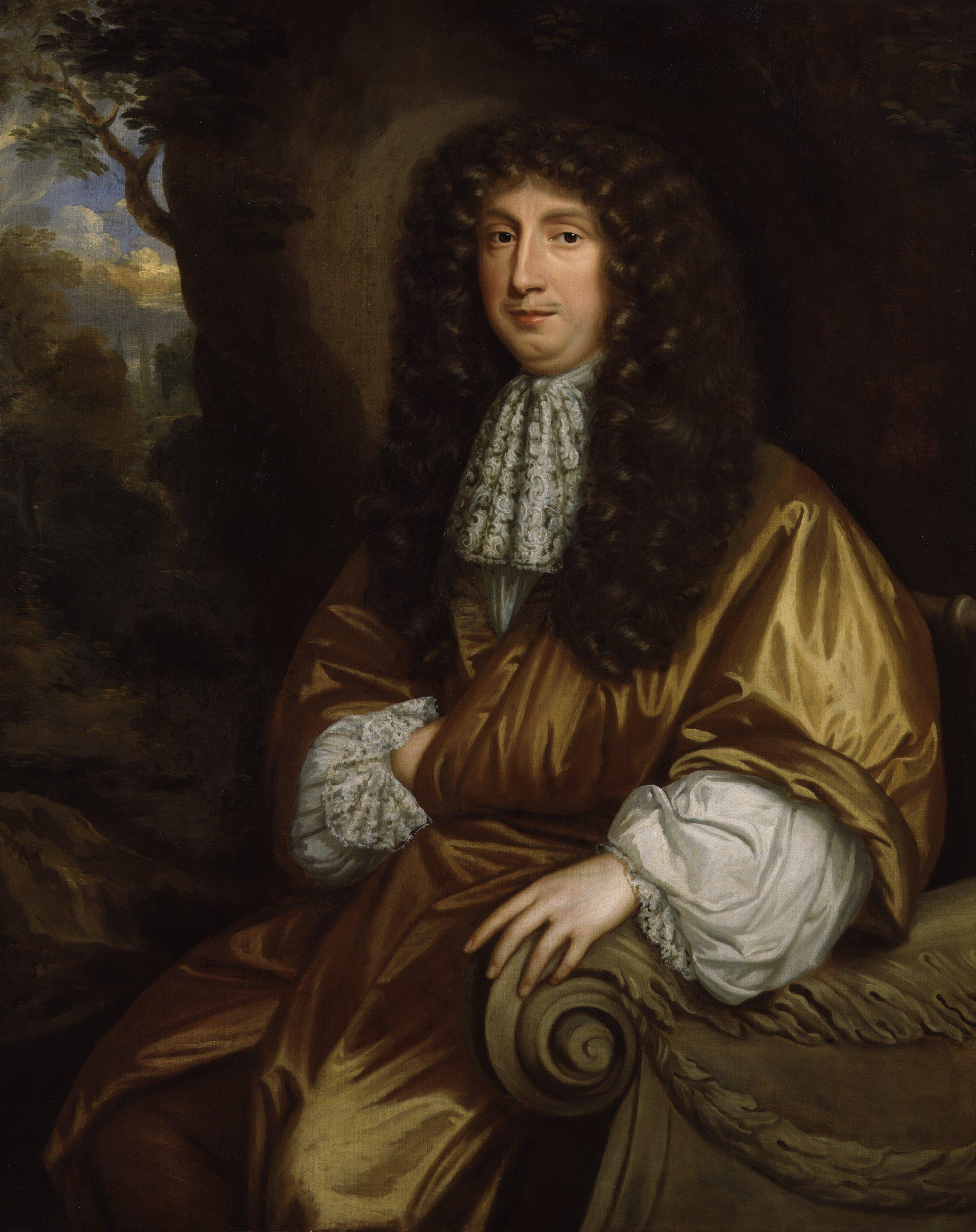
Джордж Сэвил, 1-й маркиз Галифакс

### Виконт Галифакс, первая креация (1668)
- Джордж Сэвил, 1-й виконт Галифакс (1633–1695) (создан графом Галифаксом в 1679 году).

### Граф Галифакс (1679)
- Джордж Сэвил, 1-й граф Галифакс (1633—1695) (1633–1695) (создан маркизомм Галифаксом в 1682 году).

### Маркиз Галифакс (1682)
- Джордж Сэвил, 1-й маркиз Галифакс (1633–1695);
- Уильям Сэвил, 2-й маркиз Галифакс (1665—1700).

## Граф Галифакс, вторая и третья креации

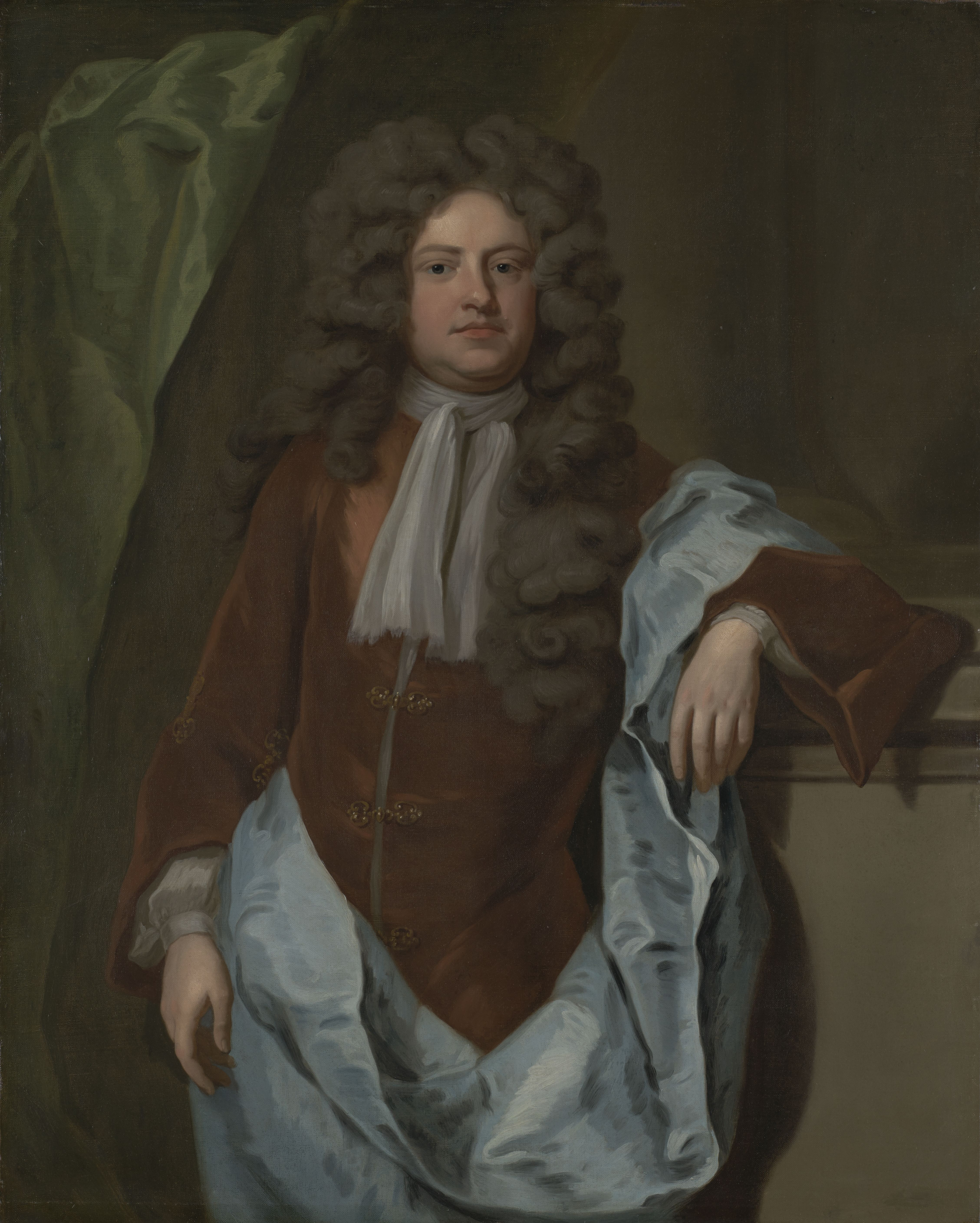
Чарльз Монтегю, 1-й граф Галифакс 2-й креации

### Бароны Галифакс (1700 год)
- Чарльз Монтегю, 1-й барон Галифакс (1661—1715) (создан графом Галифаксом в 1714 году).

### Граф Галифакс (1714 год)
- Чарльз Монтегю, 1-й граф Галифакс (1661—1715).

### Барон Галифакс (1701 год; возвращён)
- Джордж Монтегю, 2-й барон Галифакс (1685—1739) (создан графом Галифаксом в 1715 году).

### Граф Галифакс (1715 год)
- Джордж Монтегю, 1-й граф Галифакс (1685—1739);
- Джордж Монтегю-Данк, 2-й граф Галифакс (1716—1771).

## Граф Галифакс, четвёртая креация

### Баронеты Вуд из Барнсли (1784 год)
- сэр Фрэнсис Вуд, 1-й баронет (1728—1795);
- сэр Фрэнсис Линдли Вуд, 2-й баронет (1771—1846);
- сэр Чарльз Вуд, 3-й баронет (1800—1885) (создан виконтом Галифаксом в 1866 году).

### Виконт Галифакс, вторая креация (1866 год)
- Чарльз Вуд, 1-й виконт Галифакс (1800—1885);
- Чарльз Линдли Вуд, 2-й виконт Галифакс (1839—1934);
- Эдуард Фредерик Линдли Вуд, 3-й виконт Галифакс (1881—1959) (создан бароном Ирвином в 1925 году и графом Галифаксом 1944 году).

### Граф Галифакс (1944)
- Эдвард Фредерик Линдли Вуд, 1-й граф Галифакс (1881—1959);
- Чарльз Ингрэм Куртенэ Вуд, 2-й граф Галифакс (1912—1980);
- Чарльз Эдвард Питер Нил Вуд, 3-й граф Галифакс (род. 1944);

Наследник: Джеймс Чарльз Вуд, лорд Ирвин (род. 1977), сын 3-го графа;
Наследник наследника: достопочтенный Рекс Патрик Вуд (род. 2010), сын лорда Ирвина.